# Cándido Camero

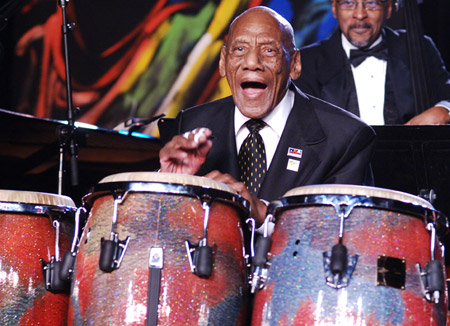
Candido (2008)

Cándido Camero de Guerra (* 22. April 1921 in Havanna; † 7. November 2020 in New York City) war ein kubanischer Perkussionist im Jazzbereich. Der meist einfach nur Candido genannte Musiker lebte und wirkte den Großteil seines Lebens in den USA.

## Leben und Wirken
Candido begann mit Bass und Gitarre, bevor er sich den Schlaginstrumenten zuwendete und hauptsächlich Conga und Bongos spielte. Zunächst spielte er auf Kuba sechs Jahre im Rundfunk (CMQ Radio Orchestra), spielte im Cabaret Tropicana und nahm auch mit Machito auf. 1946 ging er in die USA mit dem Tänzerduo Carmen und Rolando. 1952 zog er nach New York City, um dort mit Dizzy Gillespie zu spielen. Zwischen 1953 und 1954 war er Mitglied des Quartetts von Billy Taylor (Billy Taylor Trio with Candido, 1954 Prestige/OJC). 1954 war er (auch als Solist) bei Stan Kenton beschäftigt, wo er drei (verschieden gestimmte) Congas gleichzeitig sowie Kuhglocke und Güiro (einen geriffelten Kürbis) spielte. Als Congaspieler trat er damals auch in den TV-Shows von Ed Sullivan und Jackie Gleason auf. 1956 erschien sein Album Cándido bei Verve. Nach einer freiberuflichen Phase spielte er wieder mit Gillespie zusammen, aber auch mit Stan Getz. 1962 spielte er mit Tony Bennett in der Carnegie Hall.
Candido ist seit den 1950ern auf vielen Jazzplatten zu hören, u. a. mit Dinah Washington, Cal Tjader, Sonny Rollins, Gene Ammons, Wes Montgomery, Beaver Harris, Lalo Schifrin und Charles Mingus (Cumbia & Jazz Fusion). Während der Discowelle hatte er einige Hits, insbesondere mit dem Babatunde-Olatunji-Stück „Jingo“, das er für Salsoul Records aufnahm.
Er war einer der ersten, der die Conga in den Jazz einführte. Neben seinen Beiträgen zum Jazz ist er auch für die Entwicklung des Mambo wichtig.
2001 erhielt er den Latin Jazz USA Lifetime Achievement Award und 2005 eine Legend of Jazz Auszeichnung der ASCAP. 2008 erhielt er die NEA Jazz Masters Fellowship. 2009 wurde ihm ein Latin Grammy für sein Lebenswerk verliehen.
2005 drehte der Filmemacher Iván Acosta über ihn den Dokumentarfilm Candido: Hands of Fire.
Im Alter von 91 Jahren nahm er am 30. April 2012 gemeinsam mit anderen internationalen Jazz-Stars an einem Konzert im Plenarsaal der Generalversammlung der Vereinten Nationen in New York teil, das zum Anlass des von der UNESCO erstmals ausgerufenen „Internationalen Tages des Jazz“ stattfand. Im November 2016 gab er im New Yorker City College sein Abschiedskonzert.

## Diskographische Hinweise
- Candido (Verve, 1956)
- Brujerias de Candido: Candido's Latin McGuffa's Dust (Tico, 1971)
- Candido Camero/Carlos Valdes/Giovanni Hidalgo, Conga Kings (Chesky, 1999)
- Hands of Fire (Latin Jazz USA, 2006)